# Бенуа, Леон
Леон Бенуа (англ. Leon Earl Benoit, род. 7 июля 1950, Ллойдминстер) — канадский политик, депутат Палаты общин с 1993 по 2015 год.

## Ранние годы и образование
Леон Бенуа родился в прерии Саскачевана, неподалёку от города Ллойдминстер, и был восьмым из семнадцати детей в семье фермеров.
Он окончил Альбертский университет со степенью бакалавра сельскохозяйственных наук, специализируясь в области экономики и управления бизнесом. Является профессиональным агрономом.
С 1974 года Бенуа занимался сельским хозяйством, управляя семейной фермой площадью от 260 до 400 гектаров. Он выращивал такие культуры, как пшеница, канола, ячмень, овёс и горох. В своей работе придавал большое значение сохранению плодородия почвы и повышению производственной эффективности, применяя методы минимальной обработки земли.

## Парламентская деятельность

### Начало политической карьеры (1993—2000)
Леон Бенуа впервые был избран в Палату общин Канады на федеральных выборах 1993 года как кандидат от Партии реформ по округу Вегревиль в провинции Альберта. В 1997 году был переизбран по округу Лейкланд, продолжив представлять этот регион в составе последовательно реорганизованных консервативных партий: Канадского альянса, а затем Консервативной партии Канады после её образования в 2003 году путём слияния Канадского альянса с Прогрессивно-консервативной партией.
Изменения названий и границ округов были связаны с перераспределением избирательных округов, однако Бенуа всё время представлял преимущественно сельский регион на востоке Альберты.
В этот период Бенуа занимал должности критика оппозиции по вопросам сельского хозяйства, гражданства и иммиграции, а также национальной обороны. Он был одним из авторов аграрной политики Партии реформ в начале 1990-х годов.

### Работа в парламентских комитетах (2004—2015)
После создания Консервативной партии Бенуа переизбирался в округе Вегревиль—Уэйнрайт в 2004, 2006, 2008 и 2011 годах. В течение этих лет он занимал пост председателя различных постоянных комитетов Палаты общин, включая Комитет по международной торговле, Комитет по природным ресурсам и Комитет по правительственным операциям и оценкам.
Он также был президентом Канадской делегации в Парламентской ассоциации НАТО, представляя страну на международных форумах.

#### Инцидент в комитете (2007)
В мае 2007 года, будучи председателем Постоянного комитета Палаты общин по международной торговле, Бенуа объявил заседание закрытым после того, как оппозиционные депутаты отклонили его порядок работы. После выхода председателя и трёх консерваторов заседание продолжил вице-председатель, а СМИ охарактеризовали ситуацию как «беспрецедентную».
Заседание было посвящено энергетической безопасности Северной Америки и, в частности, критике соглашения Security and Prosperity Partnership, прозвучавшей в докладе экономиста Гордона Лаксера.

#### Письмо в RCMP об абортах (2013)
1 февраля 2013 года Бенуа вместе с депутатами-однопартийцами Морисом Веллакоттом (Саскачеван) и Владиславом Лизоном (Онтарио) направил в Королевскую канадскую конную полицию письмо с просьбой расследовать случаи поздних абортов, при которых «живорождённые дети могли погибнуть». Ход был воспринят оппонентами как попытка возобновить национальную дискуссию об абортах. Премьер-министр Стивен Харпер ответил, что правительство не намерено пересматривать законодательство в этой сфере.

### Представительский стиль
По данным исследования Representation in Action: Canadian MPs in the Constituencies, Бенуа был активным участником политического диалога с избирателями в своём округе. Он регулярно организовывал встречи с избирателями, проводя по нескольку встреч в день, обсуждал с жителями актуальные вопросы политики. Исследователи характеризуют его стиль как ориентированный на политику, в отличие от более сервисного подхода некоторых других депутатов.

### Завершение парламентской деятельности
В 2015 году Бенуа объявил, что не будет баллотироваться на очередных федеральных выборах, завершив свою парламентскую карьеру после более чем двух десятилетий на посту депутата.
В январе 2017 года Бенуа стал первым бывшим депутатом, публично поддержавшим Брэда Троста на выборах лидера Консервативной партии 2017 года.
После ухода из политики Бенуа не занимал государственных должностей и не вёл активной публичной деятельности.

## Личная жизнь
Леон Бенуа женат на Линде Бенуа, сестре Ника Сиббестона, сенатора, представлявшего Северо-Западные территории. В браке у них родилось пятеро детей, включая две пары близнецов.